# Jio MAMI Mumbai Film Festival
El Jio MAMI Mumbai Film Festival és el programa més immersiu i complet que celebra les diverses veus cinematogràfiques del nostre país mitjançant una plataforma anual internacional que infundeix orgull al públic i uneix la fraternitat cinematogràfica. El festival està organitzat per l'Acadèmia de la Imatge en Moviment de Bombai (MAMI), que va ser fundada per un grup de fidels de la indústria cinematogràfica l'any 1997 i va ser concebuda i creada amb l'objectiu d'apropar els amants del cinema de tots els àmbits de la vida i fomentar un clima ideal de bon cinema a tot el país presentant el millor del cinema global i indi. La visió de l'Acadèmia és celebrar el cinema organitzant el festival internacional de cinema anual a Bombai, la capital del cinema i l'entreteniment de l'Índia. Està reconegut per la Federació Internacional d'Associacions de Productors Cinematogràfics com a festival competitiu especialitzat.
En els últims anys, han tingut un talent cinematogràfic increïble com Fernando Meirelles, Ari Aster, Darren Aronofsky, Ava DuVernay, Sean Baker, John Madden i Lucrecia Martel al festival. El festival programa les millors pel·lícules índies i internacionals i també té un sòlid programa durant tot l'any sota el qual fan projeccions i xerrades durant tot l'any (físiques i virtuals).
La 21a edició del festival es va celebrar del 17 al 24 d'octubre de 2019. L'edició de 2020 es va ajornar a causa de la pandèmia de la COVID-19.

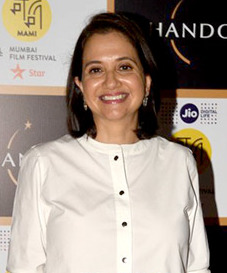
Anupama Chopra, directora del festival

El 22è Jio MAMI Mumbai Film Festival hiavia de tenir lloc el març de 2022, depenent de com sigui la situació de la COVID-19 a l'Índia, però finalment la versió presencial fou cancel·lada per canvis logístics i financers i es va celebrar en línia. La 23a edició (2023) es va tornar a la forma presencial.

## Organitzador
L'Acadèmia de la imatge en moviment de Mumbai (MAMI) és un patronat públic que organitza el festival internacional de cinema anual de Bombai conegut com a Jio MAMI Mumbai Film Festival. L'actriu, productora i autora Priyanka Chopra Jonas n'és la presidenta, mentre que Anupama Chopra és la directora del festival.

## Premis[8]
S'atorguen els premis següents als llargmetratges que es projectin al festival:
- Premi Golden Gateway: les pel·lícules que es projectin a la secció India Gold són elegibles per a aquest premi. Inclou un trofeu més un premi en metàl·lic de 15.000.000 INR*. El premi en metàl·lic ha de ser compartit a parts iguals pels directors i productors.
- Premi Silver Gateway: les pel·lícules que es projectin a la secció India Gold són elegibles per a aquest premi. Inclou un trofeu més un premi en metàl·lic de 8.00.000 INR*. El premi en metàl·lic ha de ser compartit a parts iguals pels directors i productors.
- Millor cineasta: les pel·lícules que es projectin a les seccions India Gold i Spotlight són elegibles per a aquest premi. Inclou un trofeu més un premi en metàl·lic de 5.00.000 INR*. El premi en metàl·lic s'ha de repartir a parts iguals pels directors.
- Premi del Públic: les pel·lícules que es projectin a la secció World Cinema són elegibles per a aquest premi. Això inclou un trofeu més un premi en metàl·lic de 10.000.000 INR*. El premi en metàl·lic s'ha de repartir a parts iguals pels directors.

S'atorguen els següents premis als curtmetratges que es projectin al festival:
- Premi Golden Gateway: les pel·lícules que es projectin a la secció City Shorts Mumbai són elegibles per a aquest premi. Inclou un trofeu més un premi en metàl·lic de 1.00.000 INR*. El premi en metàl·lic s'ha de repartir a parts iguals pels directors.
- Premi Silver Gateway: les pel·lícules que es proyecten a la secció City Shorts Mumbai són elegibles per a aquest premi. Inclou un trofeu i un premi en metàl·lic de 50.000 INR*. El premi en metàl·lic s'ha de repartir a parts iguals pels directors.